# 水野忠暁
水野 忠暁（みずの ただとし、1767年 - 1834年）は、江戸時代後期の園芸家、旗本。名は忠敬、通称は宗次郎、号は逸斎。父は水野守政（1721-1796）。
変珍木を扱っていた植木屋、繁亭金太こと増田金太郎らとともに、斑入り植物を愛好し、当時世界的にも珍しい斑入植物のみの植物図譜『草木錦葉集』(1829年〈文政12年〉刊、収録植物は1031種、すべて図入りでさし絵は大岡雲峯と関根雲停。全7巻）、『小おもと名寄』(こおもとなよせ、関根雲停画 1832年〈天保3年〉刊）を編著した。署名では「水のげんちうきやう」という名を使用。
なお、旗本としてはもと知行500石であったが、元禄年間に当主の水野近久（忠暁の高祖父）が「狂気」を理由に知行没収され、その後はわずかな俸禄を受けるのみで役職にも就いていないという。
斑入りの万年青という植物を好み、育てた斑入りの植物は実に3000種類にのぼる。

## 小説
- 渡辺あきら『江戸園芸繁盛記─水野逸斉夢枕ばなし─』文芸社、2022年 ISBN 9784286234915